# سیبای
شهر سیبای (به روسی: Сибай) در کشور روسیه و در جمهوری باشقیرستان واقع شده‌است.